# الصناعة في السعودية

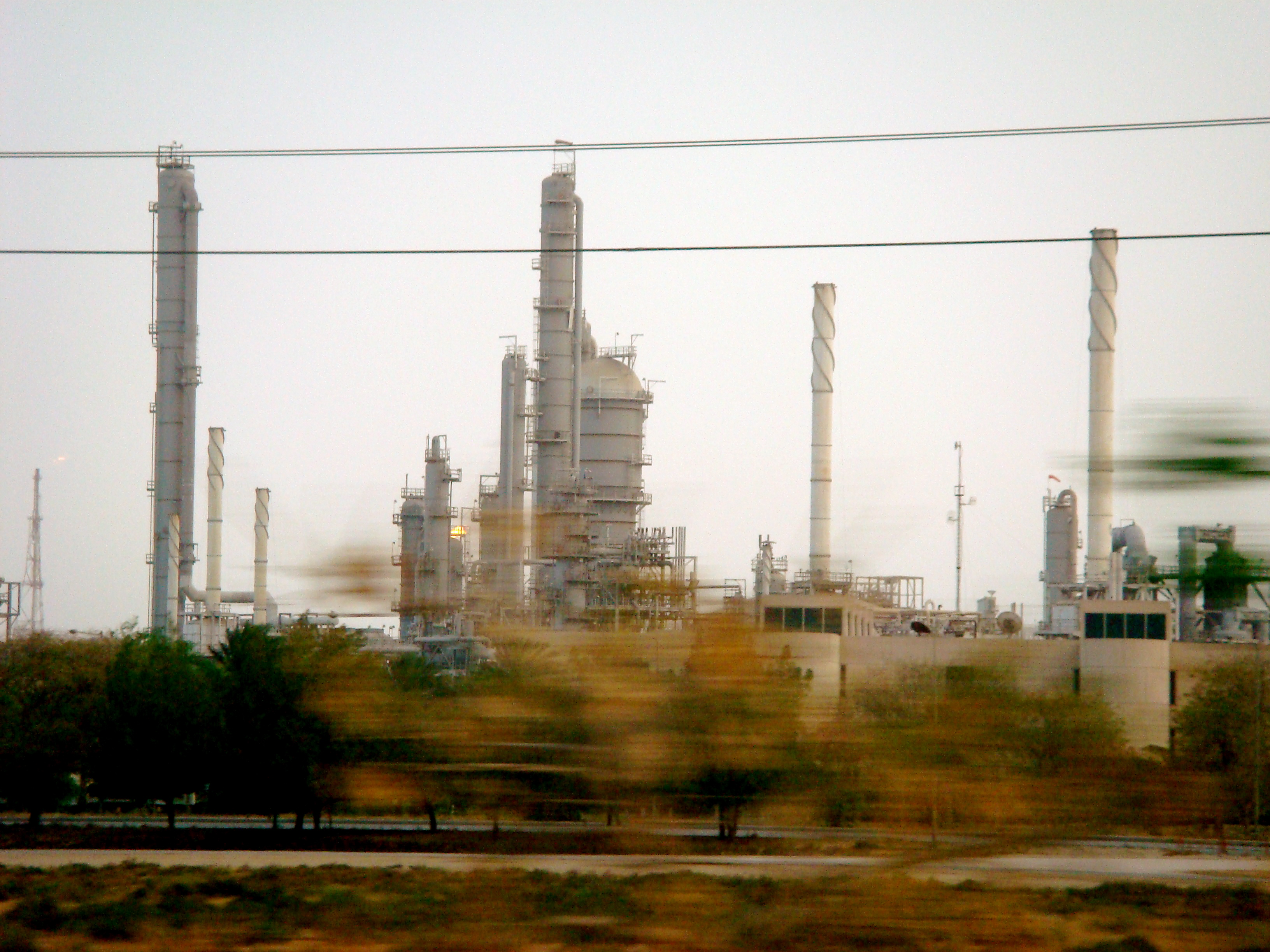
احد مصانع البتروكيماويات في مدينة الجبيل

الصناعة في السعودية هي أحد القطاعات الحيوية التي يرتكز عليها اقتصاد المملكة العربية السعودية، وتشمل الصناعات المتعلِّقة بإنتاج البترول وتكريره، والبتروكيماويات، والمعادن، والصناعات الحربية، إضافةً إلى الأسمنت، والبناء، والمعدات، والصناعات الغذائية، وغيرها. وتستهدف السعودية الوصول في العام 2030 إلى نسبة 33٪ من مساهمة القطاع الصناعي في الناتج المحلي.

## تاريخ الصناعة
بدأت الصناعة في السعودية مع توالي الاكتشافات البترولية في ثلاثينات القرن العشرين الميلادي، وتأسيس شركة أرامكو، وكانت قبل ذلك مقتصرة على الحرف التقليدية والصناعات اليدوية. في العام 1962 تأسست المؤسسة العامة للبترول والمعادن (بترومين) لتتولى كل ما يتعلق بالصناعة في السعودية باستثناء أعمال أرامكو، واستمرت كذلك حتى عام 1975 حيث تسلمت وزارة الصناعة والكهرباء الجديدة المشاريع الصناعية البتروكيماوية والمعدنية، فيما احتفظت بترومين بمشاريع المصافي.
شهدت الأعوام 1974 و1975 و1976 ثلاثة إنشاءات صناعية مهمة، وهي على التوالي: صندوق التنمية الصناعي، والهيئة الملكية للجبيل وينبع، وشركة سابك التي تولت المشروعات الصناعية الضخمة، ولاحقا أصبحت من الشركات الرائدة في صناعة البتروكيماويات. في العام 1997 تأسست شركة معادن التي تولت بناء قطاع التعدين، وفي 2005 أُعلن عن حل مؤسسة بترومين وضمها إلى أرامكو السعودية، التي جرى تأميمها بأمر الملك فيصل آل سعود وسعودتها بالكامل في العام 1988.
ومع بداية الألفية الثالثة أنشأت السعودية هيئة المدن الصناعية عام 2001، وتدير هذه الهيئة 35 مدينة صناعية يوجد بها قرابة 3500 مصنع ويعمل بها نحو نصف مليون موظف إضافة إلى إشرافها على المدن الصناعية الخاصة.

## تطوير القطاع
شهدت الصناعة السعودية تحولا جديدا مع إطلاق الأمير محمد بن سلمان في يناير 2019 برنامج تطوير الصناعة الوطنية والخدمات اللوجستية ضمن رؤية السعودية 2030، والذي يحتوي على 330 مبادرة ستحقق أكثر من ثلث مستهدفات الرؤية، ويركّز البرنامج على الجيل الرابع من الصناعة الذي يتضمن التطبيقات الروبوتية المتقدمة، ويقدِّم عدد من المبادرات لجذب الاستثمارات الأجنبية لدعم الصناعات النوعية، ورفع رأس مال الصندوق الصناعي لـ105 مليارات ريال، ويهدف إلى استقطاب ترليون و600 مليار ريال من الاستثمارات. وبلغ عدد المصانع في السعودية 7,630 مصنعا حتى نهاية الربع الأول من العام 2018 يعمل بها أكثر من مليون عامل.

### مجلس صناعي استشاري
يهدف المجلس الصناعي الاستشاري للقطاع الخاص إلى تمكين مشاركته بنحو يعزز من تطوير الصناعة، والحصول على الملاحظات المطلوبة للمبادرات المتعلقة بالتنمية الصناعية لوزارة الطاقة والصناعة والثروة المعدنية والجهات المتصلة بها، إضافةً إلى بناء خطط عمل للتصدي للتحديات التي تواجه قطاع الصناعة.

### الرؤية الصناعية
حددت السعودية رؤيتها تجاه القطاع الصناعي، وأعلنت عن عدد من المستهدفات يأتي في مقدمتها تحقيق نسبة 84% من النمو للقطاعات غير النفطية، و55% لمصلحة المحتوى المحلي في التصنيع، وتوفير 230 ألف فرصة عمل، على أن تبلغ قيمة النفقات الصناعية التراكمية 37 مليار ريال سعودي، و460 مليار لصادرات التصنيع في عام 2030.

### معدل التطور الصناعي

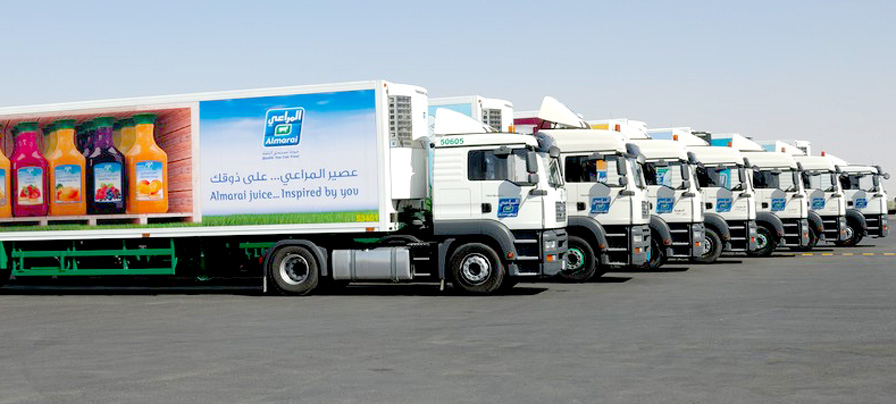
شاحنات شركة المراعي المختصة في صناعة الأغذية

يوضح الجدول حجم تطور أعداد المصانع المنتجة، وتحديد حجم استثماراتها وعدد الأيدي العاملة فيه بين عامي 1974م - 2018م، وهي الفترة التي شهدت ارتفاع عدد المصانع المنتجة من 206 إلى 7,630، حتى نهاية الربع الأول من 2018، وارتفاع معدل رأس المال المستثمر من 4.3 بليون ريال سعودي، إلى نحو 1,1 تريليون.
| الأنشطة الصناعية                                                            | عدد العمالة | عدد العمالة | إجمالي التمويل (مليون ريال) | إجمالي التمويل (مليون ريال) | عدد المصانع | عدد المصانع |
| --------------------------------------------------------------------------- | ----------- | ----------- | --------------------------- | --------------------------- | ----------- | ----------- |
| صنع المنتجات الغذائية                                                       | 2018        | 1974        | 2018                        | 1974                        | 2018        | 1974        |
| صنع المشروبات                                                               | 159,768     | 122         | 60,735                      | 73.4                        | 791         | 23          |
| صنع المنسوجات                                                               | 43,923      | 208         | 22,607                      | 59.7                        | 173         | 17          |
| صنع الملبوسات                                                               | 17,009      | -           | 5,786                       | -                           | 94          | 1           |
| صنع المنتجات الجلديات والمنتجات ذات الصلة                                   | 12,971      | 187         | 1,101                       | 3.9                         | 102         | 4           |
| صنع الخشب ومنتجاته، والفلين، باستثناء الأثاث؛ صنع أصناف من القش ومواد الضفر | 2,370       | 9           | 538                         | 0.6                         | 28          | 1           |
| صنع الورق ومنتجات الورق                                                     | 9,161       | 175         | 1,760                       | 43.8                        | 119         | 4           |
| الطباعة واستنساخ وسائط الاعلام المسجلة                                      | 36,937      | 846         | 13,911                      | 153.4                       | 266         | 12          |
| صنع فحم الكوك والمنتجات النفطية المكررة                                     | 8,684       | 18          | 3,340                       | 56                          | 64          | 9           |
| صنع المواد الكيميائية والمنتجات الكيميائية                                  | 13,304      | 3,202       | 76,151                      | 300                         | 87          | 2           |
| صنع المنتجات الصيدلانية الأساسية والمستحضرات الصيدلانية                     | 101,098     | 1,578       | 577,251                     | 1,804                       | 725         | 12          |
| صنع منتجات المطاط واللدائن                                                  | 10,346      | -           | 6,138                       | -                           | 45          | -           |
| صنع منتجات المعادن اللافلزية الأخرى                                         | 99,507      | 522         | 30,653                      | 107                         | 997         | 9           |
| صنع الفلزات القاعدية                                                        | 200,702     | 1,813       | 104,572                     | 1,499                       | 1,650       | 24          |
| صنع منتجات المعادن المشكلة، باستثناء الآلات والمعدات                        | 77,568      | 29          | 79,508                      | 3.6                         | 378         | 2           |
| صنع الحواسيب والمنتجات الالكترونية والبصرية                                 | 4,179       | 217         | 968                         | 27.8                        | 34          | 3           |
| صنع المعدات الكهربائية                                                      | 41,922      | 40          | 18,659                      | 2.4                         | 239         | 7           |
| صنع الآلات والمعدات غير المصنفة في موضع آخر                                 | 40,376      | 5           | 20,093                      | 9.1                         | 272         | 9           |
| صنع المركبات ذات المحركات والمركبات المقطورة ونصف المقطورة                  | 15,162      | 25          | 2,967                       | 6.3                         | 159         | 7           |
| صنع معدات النقل الأخرى                                                      | 5,023       | -           | 834                         | 0.1                         | 9           | 1           |
| صنع الآثاث                                                                  | 24,490      | 509         | 2,615                       | 39.4                        | 299         | 22          |
| الصناعات التحويلية الأخرى                                                   | 15,109      | 91          | 2,239                       | 24.5                        | 100         | 4           |
| إصلاح وتركيب الآلات والمعدات                                                | 2,908       | 13          | 43,323                      | 0.2                         | 47          | 1           |
| المجموع                                                                     | 1,047,457   | 10,209      | 1,101,528                   | 4,348                       | 7,630       | 206         |

### الإنتاج الصناعي
مع مرور السنوات، أخذ الإنتاج الصناعي السعودي في التنامي، حتى وصل إجمالي الناتج المحلي بالأسعار الثابتة للصناعات التحويلية إلى 319.5 بليون ريال بنهاية 2018، بعدما كان 32 بليون في 1974، واستمرت معدلات النمو القطاع في الارتفاع، إلى أن بلغ إجمالي الناتج الحقيقي للصناعات التحويلية 5.8%، وحققت السعودية نسبة مساهمة 12% في الناتج المحلي من هذا القطاع، في حين سجلت مساهمة قطاع الصناعات التحويلية في الناتج المحلي الإجمالي غير النفطي نسبة 7.5% في 2018. بلغت حصة الصناعات التحويلية الأخرى (غير تكرير النفط) 70% من إجمالي الناتج المحلي للقطاع الصناعي بالأسعار الثابتة بنهاية 2018، بعد أن كانت تمثّل 32% في العام 1974.